# Camelops
Camelops („velbloudí tvář“) je rod vyhynulých sudokopytníků, který byl součástí severoamerické pleistocenní megafauny. Vývojově měl blíže k velbloudům Starého světa, jejichž předkem byl Paracamelus, než k jihoamerickým lamám. 
Pozůstatky těchto živočichů byly nalezeny od Aljašky po Honduras. Východní hranici jejich rozšíření tvořila řeka Mississippi. Podle bohatého fosilního materálu šlo ve své době o hojně rozšířené zvíře.
Poprvé se Camelops objevil před čtyřmi miliony let a vymizel před deseti tisíci lety. Zánik rodu pravděpodobně souvisí se změnou klimatu na počátku holocénu i s příchodem lovců kultury Clovis na americký kontinent; v kanadském Wally's Beach byly objeveny velbloudí kosti se stopami kamenných nástrojů.
Druh C. hesternus dosahoval zhruba výšky 220 cm, délky 340 cm a vážil až 800 kg. Ze zkamenělin nelze spolehlivě určit, zda měl tento velbloud hrb. Podle odhadů žil v malých stádech migrujících za potravou, kterou tvořily suchomilné rostliny jako larea a lebeda.